# Acanthomysis trophopristes
Acanthomysis trophopristes är en kräftdjursart som beskrevs av O. Tattersall 1957. Acanthomysis trophopristes ingår i släktet Acanthomysis och familjen Mysidae. Inga underarter finns listade i Catalogue of Life.